# Sakrament

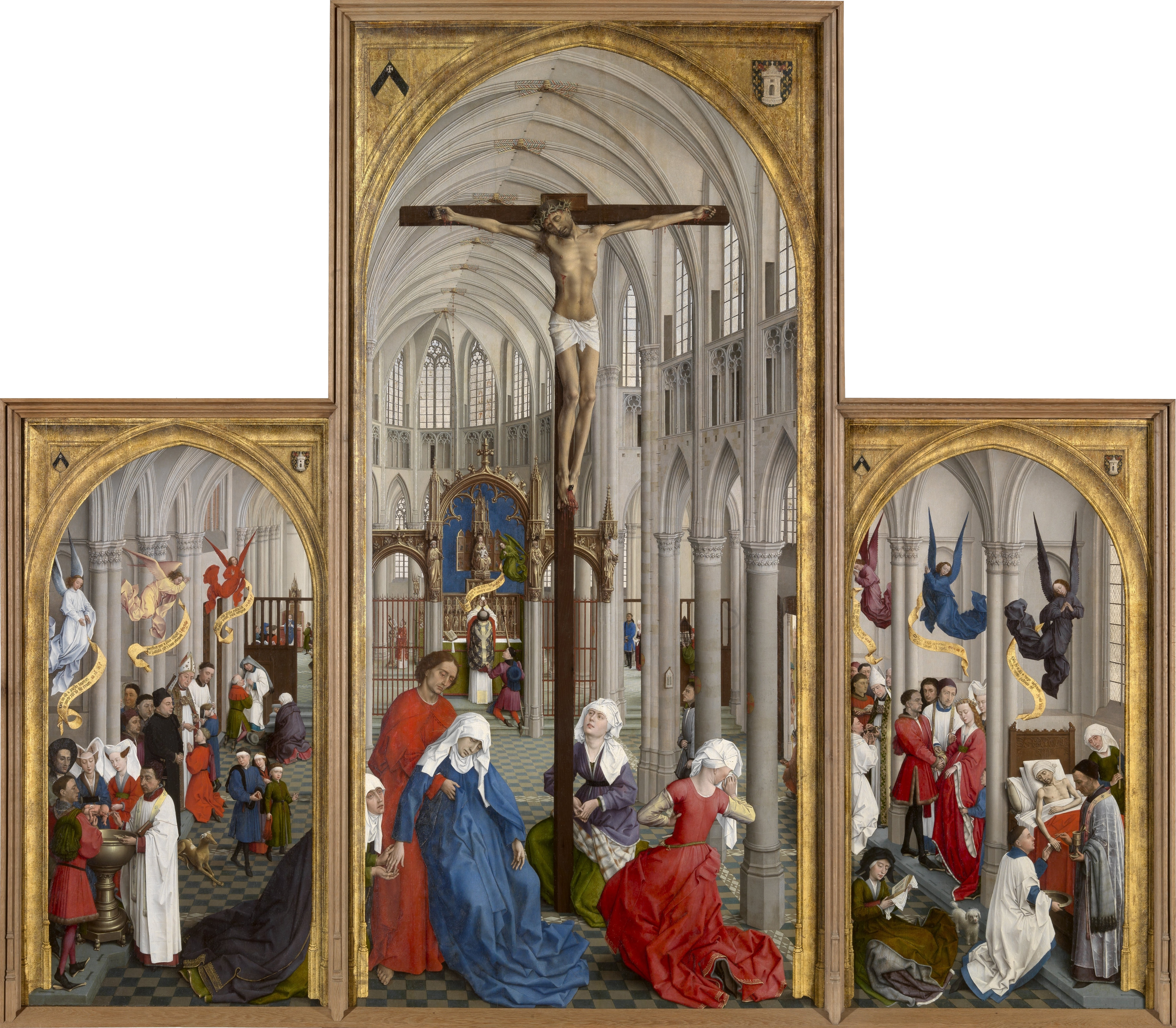
Altar der sieben Sakramente von Rogier van der Weyden, um 1448. Linke Tafel: Taufe, Firmung, Bußsakrament; rechte Tafel Weihesakrament, Ehe, Krankensalbung; in der Mitte das Sakrament der Eucharistie als Frucht des Kreuzesopfers

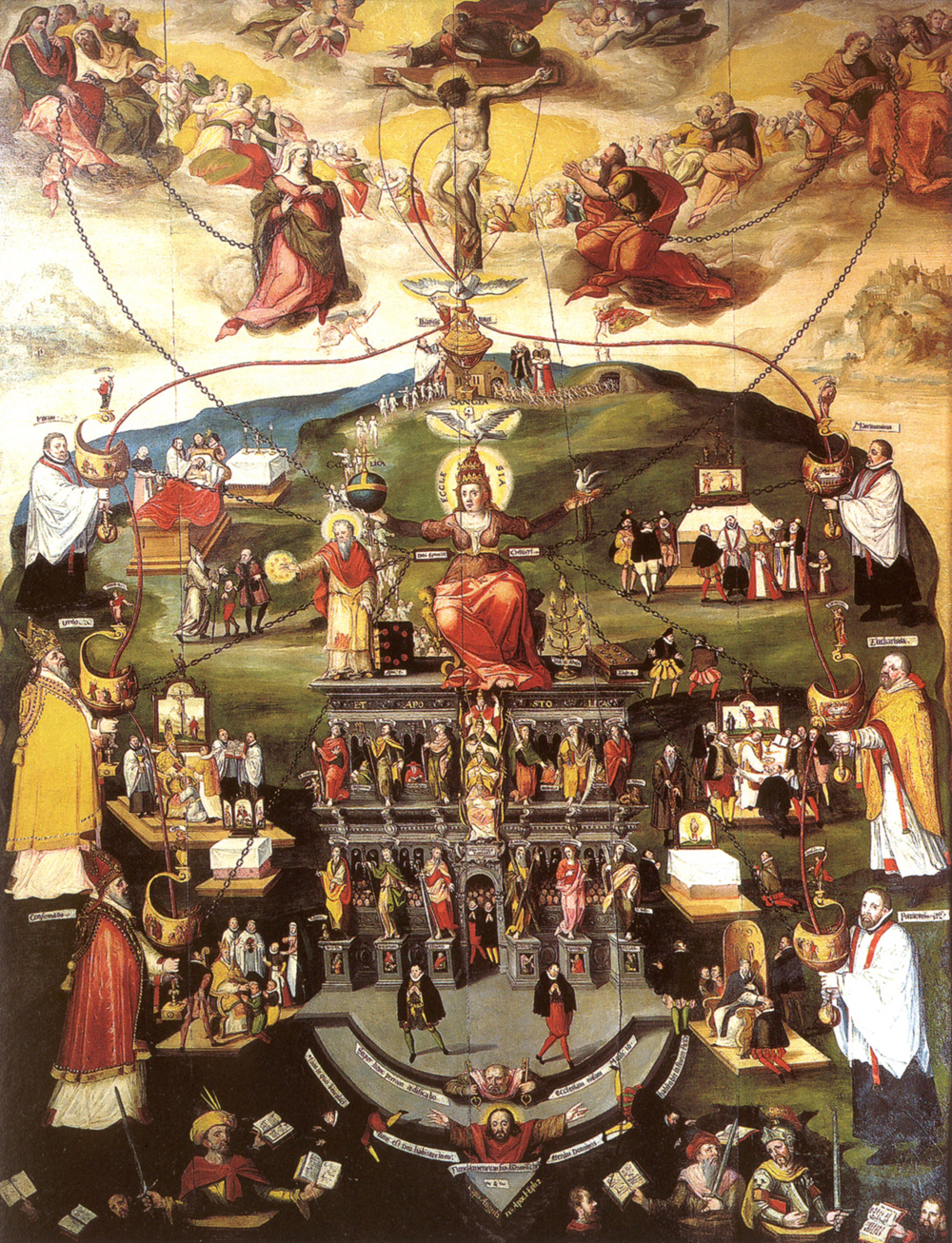
Ausspendung der Gnaden, Johannes Hopffe, Wrisberg-Epitaph, 1585

Als Sakrament bezeichnet man im Christentum einen Ritus, der als sichtbares Zeichen beziehungsweise als sichtbare Handlung eine unsichtbare Wirklichkeit Gottes vergegenwärtigt und an ihr teilhaben lässt.

## Wortherkunft
Das Wort Sakrament stammt vom kirchenlateinischen Begriff sacramentum „Heilszeichen, Heilsmittel, Heilsweg, sichtbares Zeichen der verborgenen Heilswirklichkeit“ ab. Die lateinische Wurzel sacer bedeutet „heilig, unverletzlich“. Das Wort sacramentum wurde zuerst von Tertullian auf die Taufe angewandt und wird in der Theologie als lateinische Übersetzung des griechischen Wortes μυστήριον mystérion (Geheimnis) neben dem latinisierten griechischen Wort mysterium verwendet.

## Geschichte des Sakraments
Ab dem 2. Jahrhundert wurden in der weströmischen Theologie die Begriffe Mysterion und Sacramentum miteinander verschmolzen. So wurden biblisch bezeugte Ereignisse, die als Momente des göttlichen Heilsplanes angesehen wurden, als Mysteria gekennzeichnet und dabei besondere, einzigartige Ereignisse der irdischen Existenz Jesu – seine Geburt und seine Kreuzigung – als die Mysterien bzw. Sakramente schlechthin verstanden.
Schon im Imperium Romanum und in der dort weithin verwendeten lateinischen Sprache wurde der Begriff Sacramentum verwendet, wo er für einen Eid stand, so im Zivilprozess, bei der Verbeamtung oder beim Fahneneid im römischen Militär. Auch die Geldsumme, die von den streitenden Parteien als Kaution in einem Prozess zu stellen war, wurde damit bezeichnet. In allen diesen Fällen ist zugleich mit dem rechtlichen Aspekt auch ein religiöser gegeben: Die Prozesskaution stand im Fall der Niederlage einem Heiligtum bzw. dessen Priester zu, Eid und Fahneneid lieferten den Betroffenen dem Urteil der Gottheit aus bzw. bedeuteten die Weihe (Sacratio) an eine Autorität göttlichen Charakters, nämlich an den als göttliche Person verehrten römischen Kaiser.
Der Kirchenvater Augustinus verwendete die Begriffe Sacramentum und Mysterium oft in gleicher Weise. Er meinte damit „jeden sinnlich wahrnehmbaren Sachverhalt, dessen Sinn sich nicht darin erschöpft, das zu sein, als was er sich unmittelbar gibt, sondern der darüber hinaus auf eine geistige […] Wirklichkeit hinweist“.
Augustinus, der eine breite Palette an Sakramenten aufführte, so die „Sakramente Israels“ (etwa die Beschneidung, die Opfer, das Paschafest, die Salbung der Priester und der Könige), sah in der Menschwerdung Gottes in Jesus Christus das größte Sakrament. Er baute als erster fundamental eine systematische, philosophisch und theologisch durchdachte Sakramentenlehre auf, indem er die Unterscheidung zwischen einer „Sache“ und einem „Zeichen“ traf. Sachen waren für Augustinus die Dinge, die nicht etwas bezeichnen, sondern die für sich selbst stehen, wie Haus, Tier oder Ähnliches. Zeichen verweisen dagegen nach Augustinus immer auf etwas anderes. Er unterschied die „natürlichen Zeichen“ von den „gegebenen Zeichen“. Mit den natürlichen Zeichen sei in absichtsloser Weise eine Sache erkennbar, etwa wenn der Rauch auf ein Feuer hinweist. Die gegebenen Zeichen hingegen, etwa eine gerichtete Handbewegung, die Handauflegung oder ein Grußzeichen, würden absichtlich gesetzt, um etwas zur Kenntnis zu bringen. Hierzu gehörte vor allem auch das Wort als Zeichen. Sakramente sind nach Augustinus gegebene Zeichen, die „zu den göttlichen Dingen gehören“, weil sie auf eine heilige Wirklichkeit hinweisen (De civitate Dei X 5: „Sacramentum, id est sacrum signum“ = Sakrament, das ist ein heiliges Zeichen).
Die augustinische Gnadenlehre basiert auf der Vorstellung, dass es jedem Menschen freistehe, dem Willen Gottes zu gehorchen oder zu sündigen. Ohne die Gnade Gottes könne der Mensch nicht wirksam das Gute tun. Jedem Menschen aber stehe es frei, sich bewusst gegen die Gnade zu stellen und sündig zu handeln.
Die Zeichen für die göttliche Gnade bestehen aus einer materiellen Handlung und aus Worten, die diese verdeutlichen. Durch die sichtbaren Dinge werden die Glaubenden zu den unsichtbaren Wirklichkeiten geführt.
Der weite, auch hinsichtlich der Anzahl nur ungenau festgelegte Sakramentsbegriff der alten Kirche galt bis ins 12. Jahrhundert. So herrschten im 11. und 12. Jahrhundert noch sehr unterschiedliche Vorstellungen über die Anzahl der Sakramente. Als Epoche der Frühscholastik werden das 11. Jahrhundert oder auch nur dessen zweite Hälfte und zumindest der Anfang des 12. Jahrhunderts betrachtet. Erst in der Frühscholastik entstanden die ersten Sakramentstraktate und mit ihnen, um die Mitte des 12. Jahrhunderts, die Festlegung auf die Zahl Sieben.
Mit Wirkung der aristotelischen Philosophie, die mit der Rezeption unter dem Kirchenlehrer Thomas von Aquin ihren Höhepunkt fand, stand die physische und metaphysische Wirkung im Vordergrund des Interesses. Der Leitsatz lautete: „Die Sakramente bewirken, dass, was sie bezeichnen, mit dem Begriff der Gnade in engere Beziehung gesetzt wird.“ Dass sie Gnade bewirken, erklärte Thomas durch die Wirksamkeit Gottes als „Erstursache“ und der Sakramente, die Gott durch Christus seiner Kirche anvertraut habe, als „Zweitursache“. So ließen sich die sieben sakramentalen Akte als souveräne Eingriffe des Schöpfer- und Erlösergottes in die menschliche Existenz erklären. Gott bediene sich des Ritus als eines Werkzeugs, um seine Gnade zu vermitteln, die Sakramente seien dabei der Weg der Heilsvermittlung.
Alle Sakramente bestehen in aristotelischer Sicht aus „Materie“ (altgriechisch ὕλη, hýlē) und „Form“ (altgriechisch μορφή,morphḗ), siehe auch Hylemorphismus.
Die „Materie“ sei entweder das sichtbare Element, das Brot und der Wein in der Eucharistie oder das Wasser in der Taufe, oder aber die sinnenfällige, zeichenhafte Handlung, etwa das reuevolle Schuldbekenntnis in der Buße. Die „Form“ bestünde in den Worten, die der Spender zur Verdeutlichung des Elementes bzw. der Handlung ausspricht, so etwa in den Absolutions- oder Konsekrationsworten durch den Priester. Wo die Sakramente im Sinne ihrer Einsetzung durch Christus und nach dem Willen der Kirche gespendet werden, bewirke das Sakrament unfehlbar die Gnade. Es bewirke sie ex opere operato, also durch die Kraft des vollzogenen Aktes selbst. Es genüge zur Wirksamkeit des Sakramentes, dass der Spender, der legitimierte Agent, die Absicht hat, zu tun, was die Kirche tun will, und dass der Empfänger, der Gläubige, dem Gnadenangebot Gottes nicht ablehnend oder gleichgültig gegenübersteht.
Auf dem Konzil von Trient (1545–1563) wurde über die Zahl der Sakramente verhandelt. Erst zu diesem Zeitpunkt wurde in der Geschäftsordnung des Konzils der Sessio VII Dekret über die Sakramente die Siebenzahl der Sakramente – Taufe, Firmung, Eucharistie, Buße, Krankensalbung, Weihe und Ehe – festgelegt.

## Legitimation der Sakramentenspendung
In der Praxis reicht die Bedeutung der Sakramentenspendung tiefer, indem sie neben der Verkündigung des Wortes Gottes der wesentliche Auftrag jeder Kirche und die wesentliche Begründung ihrer Existenzberechtigung als Institution überhaupt ist. An die formale Darreichung eines Sakramentes wird eine von Gott zugesagte, Heil bringende oder fördernde geistige Wirkung geknüpft. Je nach Glaubensrichtung wird die Legitimation für die Sakramentspendung von „aus den eigenen Reihen“ dazu Berufenen abhängig gemacht, bis hin zu jedermann, der anerkannt christlich getauft ist und taufen kann. Die gegenseitige Anerkennung der Gültigkeit und Wirksamkeit der jeweils gespendeten Sakramente findet nur teilweise statt.

## Wesen des Sakramentes
Einer langen theologischen Tradition zufolge wird Jesus Christus selbst als das „Ursakrament“, Ursprung und Ziel des göttlichen Heilshandelns an der Welt, verstanden, so bei Augustinus von Hippo und Thomas von Aquin. Auch Martin Luther schrieb: „Nur ein einzig Sakrament kennt die Heilige Schrift, das ist Christus der Herr selbst.“
Die Zahl der Einzel-Sakramente und ihr Verständnis ist in der orthodoxen und der römisch-katholischen Kirche einerseits und in den aus der Reformation hervorgegangenen Kirchen andererseits unterschiedlich. Innerhalb des reformatorischen Zweiges wiederum gibt es starke Differenzen, die jahrhundertelang als kirchentrennend empfunden wurden.

### Orthodoxe Kirchen
In den orthodoxen Kirchen werden die Sakramente als heilige Mysterien (von griechisch Mysterion, „Geheimnis“) bezeichnet. Eine Siebenzahl der Sakramente ist nie bindend festgestellt worden, da die Orthodoxie daneben auch die gesamte Kirche und alle kirchlichen Handlungen als „sakramental“ und als Mysterium sieht; eine klare Abgrenzung der Sakramente von Sakramentalien existiert nicht.
Der Gedanke an die rechtliche Gültigkeit der Sakramente spielt in der orthodoxen Theologie nur eine untergeordnete Rolle, entscheidend ist vielmehr die tatsächliche Wirksamkeit. Die für westliche Sakramententheologie typischen Diskussionen über die Gültigkeit oder Ungültigkeit von Sakramenten sind für orthodoxe Gläubige daher manchmal schwer nachvollziehbar und werden vielfach als legalistisch empfunden.
Dennoch spielen Anerkennungsfragen im interkonfessionellen Dialog mit anderen Kirchen eine große Rolle. So ist die Anerkennung von Taufen anderer christlicher Konfessionen in der Orthodoxie ein so großes Problem, dass die Taufe bei Übertritten mitunter wiederholt werden muss. Hauptschwierigkeit ist die im westkirchlichen Bereich heute übliche zeitliche Trennung zwischen Taufspendung und Firmung, die im ostkirchlichen Bereich oft als nicht rechtgläubig abgelehnt wird. Die Geistaussendung gehört in orthodoxer Tradition untrennbar zur Initiation durch die Taufe hinzu, welche ohne diesen Ritus als unvollständig betrachtet wird.
Auch die Vorstellung, dass heilige Mysterien von Laien vollzogen werden können, die nicht dem Klerus oder Mönchtum angehören, ist der orthodoxen Tradition fremd. Deshalb hat die orthodoxe Theologie zum Teil auch große Schwierigkeiten mit den im westlichen Bereich unproblematischen Regelungen zur Nottaufe durch Laien. Auch die Ehe wird nach orthodoxem Glauben erst durch den Priestersegen zu einem heiligen Mysterium; die westliche Vorstellung, wonach sich die Eheleute gegenseitig das Ehesakrament spenden und der Priester dies nur bezeugt, wird von den orthodoxen Kirchen abgelehnt.
Als die sieben Mysterien werden gemeinhin bezeichnet:
- Taufe
- Myronsalbung (unmittelbar auf die Taufe folgend und der Firmung in der römisch-katholischen Kirche entsprechend)
- Eucharistie
- Beichte
- Ehe
- Sakrament der Weihe
- Krankensalbung

Diese Ausgliederung bestimmter Mysterien ist jedoch einer Angleichung an die westliche Tradition geschuldet und gilt im orthodoxen Christentum nicht als verbindliche Glaubenswahrheit.

### Römisch-katholische Kirche
Der Begriff Sakrament hat in der katholischen Theologie mehrere Bedeutungen. Im engeren Sinn bezeichnet er die Einzelsakramente. In einem weiteren, diesem übergeordneten Sinn bedeutet er jede Art von Begegnung von Gott und Mensch, die immer sakramental vermittelt ist.
In den Sakramenten wirkt Jesus Christus selbst. Einer langen theologischen Tradition zufolge wird Jesus Christus als das „Ursakrament“, Ursprung und Ziel des göttlichen Heilshandelns an der Welt, verstanden, so bei Augustinus von Hippo und Thomas von Aquin. Er handelt durch seine Kirche, so dass das Zweite Vatikanische Konzil auch die Kirche als Ganzes in analoger Weise als „das Sakrament, das heißt Zeichen und Werkzeug für die innigste Vereinigung mit Gott wie für die Einheit der ganzen Menschheit“ bezeichnet hat. Seit den 1930er Jahren wurde der Gedanke der Kirche als Grund- oder Wurzelsakrament von Theologen wie Karl Rahner SJ und Otto Semmelroth SJ entwickelt und floss in die Vorlage zu Lumen gentium ein.
Das Verständnis des Sakraments setzt den Glauben voraus, das Sakrament fördert und stärkt aber zugleich auch den Glauben. Ihren Ort haben die Sakramente in der Liturgie als Feier der Kirche. Nach katholischer Auffassung stellen sie das in Jesus Christus gewirkte Heil dar, bieten einen Ausblick auf die Vollendung der Heilsgeschichte (vgl. auch Eschatologie) und werden so wirksam für die Gegenwart als Orte der Begegnung von Gott und Mensch.
Zu jedem Sakrament gehört ein äußeres Zeichen, durch das eine bestimmte innere Gnade angedeutet und zugleich auch mitgeteilt wird. Diese heiligen, gnadenspendenden Zeichen sind nach der Lehre der katholischen Kirche von Christus eingesetzt. Einige Sakramente, so die Taufe, die Firmung und die Weihe, prägen der empfangenden Person ein unauslöschliches Merkmal ein. Daher können diese Sakramente nur einmal empfangen werden.
Die Gültigkeit der Sakramente ist an die in der Tradition vorgegebene und im Recht der Kirche geregelte Form des Vollzugs sowie an die Intention des Spendenden gebunden, das Sakrament der Absicht der Kirche gemäß zu vollziehen. Wer die Taufe nicht empfangen hat, kann die anderen Sakramente nicht gültig empfangen. Die Wirksamkeit der Sakramente ist auch von der inneren Verfassung und Bereitschaft ihrer Empfänger abhängig, die Disposition genannt wird. Wer ein Sakrament ohne rechte Disposition empfängt, unterliegt einer inneren Sperre, die traditionell Obex („Riegel“) genannt wird und den äußerlichen Empfang fruchtlos macht, da die innere Gnade nicht durchdringen kann. Wer ein Sakrament ungültig oder in unwürdiger Weise empfängt oder spendet und dies mit böser Absicht tut, begeht unter Umständen ein Sakrileg, das eine schwere Sünde sein kann.
Das Ehesakrament spenden sich die Eheleute gegenseitig. Für die Gültigkeit der Eheschließung ist die Abgabe des Eheversprechens vor einem Priester oder Diakon – in Ausnahmefällen vor nur zwei Zeugen – rechtlich erforderlich (Formpflicht). Die Taufe kann bei Lebensgefahr des Täuflings (Nottaufe) von jedem, auch Ungetauften, gespendet werden, sofern der Spender dabei tun will, was die Kirche bei der Taufe tut. Die Spendung der anderen Sakramente ist geweihten Amtsträgern vorbehalten.
Da Sakramente nach einer im 16. Jahrhundert kirchlich bestätigten dogmatischen Auffassung aus sich selbst heraus wirken (ex opere operato), tritt die Wirksamkeit eines Sakramentes aufgrund seines richtigen Vollzugs und unabhängig von der sittlichen Verfassung der spendenden Person ein. Der Grad der Wirksamkeit ist von der Bereitschaft des Empfängers abhängig, die Gnade aufzunehmen. Das Sakrament der Ehe spenden sich daher unabhängig von ihrer kirchlichen Zugehörigkeit alle Getauften.
Die Siebenzahl der Sakramente wurde vom zweiten Konzil von Lyon am 6. Juli 1274 festgelegt:

„Die heilige römische Kirche hält fest und lehrt, dass es sieben kirchliche Sakramente sind.
Tenet etiam et docet eadem sancta Romana Ecclesia, septem esse ecclesiastica sacramenta.“

Die sieben Sakramente sind:
- Taufe
- Firmung
- Eucharistie
- Bußsakrament
- Krankensalbung
- Weihesakrament in den drei Stufen der Diakon-, Priester- und Bischofsweihe
- Ehe

Taufe, Firmung und Eucharistie sind die drei Sakramente, durch die der Mensch in die Kirche eingegliedert wird. Weil sie innerlich eng zusammenhängen, sollen sie bei Katechumenen jenseits des Kleinkindalters – wenn möglich – in einer einzigen Feier vollzogen werden.
Neben den sieben Sakramenten kennt die katholische Kirche Sakramentalien, mit denen entweder der Alltag geheiligt werden soll (z. B. Kindersegnung, Weihwasser, Kreuzzeichen, Speisensegnung), besondere Tage gekennzeichnet sind (Aschenkreuz, Fußwaschung, Blasiussegen) oder Personen, Orte oder Gegenstände besonders in den Dienst der Kirche genommen werden (z. B. Abtsbenediktion, Jungfrauenweihe, Kirchweihe).

### Anglikanische Kirchen
In den anglikanischen Kirchen besteht Konsens darüber, dass die Taufe und die Eucharistie die beiden in der Lambeth-Quadrilateral erwähnten „Herren-Sakramente“ sind. Die anderen fünf Handlungen, die in der römisch-katholischen Kirche als Sakramente gelten (Firmung, Bußsakrament, Krankensalbung, Ehe und Weihesakrament) werden von vielen Anglikanern ebenfalls als Sakramente, von manchen hingegen als Sakramentalien betrachtet. Über diese wird in den neununddreißig Artikeln ausgesagt, dass sie „häufig Sakramente genannt“ werden, jedoch ist hierbei zu beachten, dass die „Neununddreißig Artikel“ lediglich eine historische Darstellung des Glaubens im Elisabethanischen Zeitalter darstellen und nicht die gegenwärtige vollständige Glaubenslehre der anglikanischen Kirche enthalten.
Das Taufverständnis ist das gleiche wie in den orthodoxen, römisch-katholischen und evangelischen Kirchen; zum Eucharistieverständnis siehe den entsprechenden Abschnitt im Artikel Eucharistie.

### Evangelische Kirchen

#### Evangelisch-lutherische Kirchen
Martin Luther formulierte sein Sakramentsverständnis, das dem der lutherischen Kirche zugrunde liegt, erstmals in der Schrift Von der babylonischen Gefangenschaft der Kirche 1520. Darin argumentierte er, dass das Sakrament nicht durch den Vollzug allein (ex opere oparato) wirke, sondern immer mit dem Wort der Verheißung, dem Evangelium, verbunden sein müsse. Deshalb zählte er nur Taufe, Abendmahl und Beichte zu den Sakramenten, da nur diese von Jesus Christus selbst eingesetzt seien, wobei er selbst die Definition der Beichte / Buße als Sakrament in Zweifel zog, da diese nicht mit einem sichtbaren Zeichen verbunden sei.
Die Apologie des Augsburger Bekenntnisses, in der die Lutherischen 1531 die Verständigung mit der katholischen Kirche suchten, definiert im 13. Artikel, dass als Sakramente im strikten Sinne Taufe, Abendmahl und Beichte zu gelten haben:

„Vere igitur sunt sacramenta baptismus, coena Domini, absolutio quae est sacramentum poenitentiae.“

„Wahrhaft jedoch sind Sakramente die Taufe, das Mahl des Herrn, die Absolution, d. h. das Bußsakrament.“

Im weiteren Sinne kann nach Apologie 13 auch die Weihe (Ordination) zum geistlichen Amt als Sakrament gelten:

„Si autem ordo de ministerio verbi intelligatur, non gravatim vocaverimus ordinem sacramentum. Nam ministerium verbi habet mandatum Dei et habet magnificas promissiones.“

„Wo man aber das Sakrament des Ordens wollt nennen ein Sakrament von dem Predigtamt und Evangelio, so hätte kein Beschwerung die Ordination ein Sakrament zu nennen. Denn das Predigtamt hat Gott eingesetzt und geboten und hat eine herrliche Zusage Gottes.“

Die Bekenntnisschriften der evangelisch-lutherischen Kirche weisen darauf hin, dass die Firmung und die Krankensalbung keine Sakramente sein sollen, da sie weder Gottes Befehl noch sein Gebot hätten. Jedoch könnten diese auch in der lutherischen Kirche gebraucht werden, auch wenn sie keine Sakramente sind.
Nach lutherischer Auffassung sind die Sakramente „Zeichen und Zeugnis“ des göttlichen Willens, durch die der Glaube einerseits geweckt, andererseits auch gestärkt wird. Gleichzeitig fordern die Sakramente auch den Glauben, da nur der Glaube das Heil im Sakrament ergreifen kann. Luther stellt die Gültigkeit des Sakramentes in den Zusammenhang mit seinem Leitwort sola fide. Allerdings versteht er den Glauben nicht als eine aktive, dem menschlichen Willen unterstellte Tat. So steht auch bei der Kindertaufe nicht der aktive Glauben des Täuflings in den Vordergrund, sondern das Verständnis des Glaubens als göttliches Geschenk. Ebenso betont Luther, dass die Gültigkeit des Abendmahls nicht von der Person oder dem Glauben des Spenders abhängt:

„Ob gleich ein Bube das Sakrament nimmt oder gibt, so nimmt er das rechte Sakrament, das ist Christi Leib und Blut, eben sowohl als der es aufs allerwürdigste handelt. Denn es ist nicht gegründet auf Menschen Heiligkeit, sondern auf Gottes Wort. Und wie kein Heiliger auf Erden, ja kein Engel im Himmel, das Brot und Wein zu Christi Leib und Blut machen kann, also kanns auch niemand ändern noch wandeln, ob es gleich missbraucht wird. Denn um der Person oder Unglaubens willen wird das Wort nicht falsch, dadurch es ein Sakrament geworden und eingesetzt ist. Denn er spricht nicht: Wenn ihr glaubt oder würdig seid, so habt ihr meinen Leib und Blut, sondern: Nehmet, esset und trinket, das ist mein Leib und Blut; weiter: Solches tut (nämlich das ich jetzt tue, einsetze, euch gebe und nehmen heiße). Das ist soviel gesagt: Gott gebe du seist unwürdig oder würdig, so hast du hier seinen Leib und Blut aus Kraft dieser Worte, so zu dem Brot und Wein kommen. Solches merke und behalte nur wohl; denn auf den Worten steht alle unser Grund, Schutz und Wehre wider alle Irrtümer und Verführung, so je gekommen sind oder noch kommen mögen.“

Im Glauben wird – so die vorherrschende volkskirchliche Auffassung – von den Empfangenden die heilsnotwendige Wirkung ergriffen. Im unwürdigen Nehmen des Sakramentes gerate hingegen die Wirkung zum Gericht. Diese volkskirchliche Auffassung führte dazu, dass im Pietismus manche Personen und Gruppen die Sakramente ablehnten und sich damit außerhalb der Kirche stellten („Separatisten“).
Da die Beichte schon von Luther nicht eindeutig zu den Sakramenten gezählt wurde und zudem im Zuge der Aufklärung ab dem 18. Jahrhundert an Bedeutung verloren hat, kennt die Evangelische Kirche in Deutschland (EKD) heute nur noch zwei Sakramente, Taufe und Abendmahl.

#### Evangelisch-reformierte Kirchen
Die evangelisch-reformierten Kirchen kennen die zwei Sakramente der Taufe und des Abendmahls. In der reformierten Tradition haben die Sakramente jedoch nur die Bedeutung von Symbolen. Sie sind Zeichen, die eine geistliche Wirklichkeit anschaulich machen, sie jedoch nicht bewirken. Vergleiche auch aus dem Heidelberger Katechismus, der wesentlichen Bekenntnisschrift der Reformierten Kirche in Deutschland: „Es sind sichtbare heilige Wahrzeichen und Siegel, von Gott dazu eingesetzt, um uns durch ihren Gebrauch die Verheißung des Evangeliums noch besser verständlich zu machen und zu versiegeln; nämlich, dass er uns wegen des einmaligen Opfers Christi, am Kreuz vollbracht, Vergebung der Sünden und ewiges Leben aus Gnade schenkt (1 Mos 17,11 ; Röm 4,11 ; 5 Mos 30,6 ; 3 Mos 6,23 ; Hebr 9,8.9.24 ; Hes 20,12 )“. Dies war das große Streitthema in dem berühmten Marburger Religionsgespräch zwischen Martin Luther und Ulrich Zwingli 1529. In allen anderen Fragen konnten sie sich so verständigen, dass die Unterschiede nicht zur Kirchentrennung führten. Der Abendmahlsstreit blieb jedoch der Grund zur Trennung von lutherischer und reformierter Kirche.

#### Evangelische Freikirchen
Auch viele evangelische Freikirchen lehnen die Auffassung des Sakraments als heilswirksames Zeichen ab. Sakramente werden stattdessen analog zur evangelisch-reformierten Tradition bei Ulrich Zwingli als Zeichen ohne sakramentale Bedeutung verstanden. Dieses Verständnis ist unter anderem bei Baptisten und im Bund Freikirchlicher Pfingstgemeinden anzutreffen. Mennoniten und andere Täufer, wie Amische und Hutterer, verzichten meist ganz auf den Begriff Sakrament.

### Neuapostolische Kirche
In der Neuapostolischen Kirche gibt es neben der Heiligen Wassertaufe und dem Heiligen Abendmahl auch das Sakrament der Versiegelung. Taufe und Versiegelung werden nur einmal an den Gläubigen durchgeführt und bewirken – im neuapostolischen Glaubensverständnis – die sogenannte „Wiedergeburt aus Wasser und Geist“ (siehe auch Joh 3,5 ). Das Heilige Abendmahl wird in jedem Gottesdienst durch Spendung der Abendmahlshostien gefeiert.

### Christian Science
In der Christlichen Wissenschaft (Christian Science) ist das Abendmahl „geistige Kommunion mit dem einen Gott“. Äußeres Zeichen bei den zweimal jährlich in dieser Form nur in den Zweigkirchen stattfindenden Gottesdiensten ist eine veränderte Gottesdienstordnung mit dem kniend gebeteten Vaterunser am Ende des Gottesdienstes und dem Singen der Doxologie. Dabei werden Brot und Wein, Taufe und Abendmahl geistig gedeutet und empfangen. „Unser Brot, das vom Himmel kommt, ist Wahrheit. Unser Kelch ist das Kreuz. Unser Wein ist die Inspiration der Liebe, der Trank, den unser Meister trank und seinen Nachfolgern empfahl“, schreibt Mary Baker Eddy im Lehrbuch der Religion.

### Christengemeinschaft
Die Christengemeinschaft sieht sich als Kultusgemeinschaft. Ihre zentrale Feier ist die „Menschenweihehandlung“, die formal gesehen in ihrer Liturgie mit den Hauptteilen „Evangeliumlesung – Opferung – Wandlung – Kommunion“ Ähnlichkeiten mit dem Aufbau der katholischen Eucharistie aufweist. In der Christengemeinschaft gibt es keine bindende Auffassung der Sakramente. Die Übung im Gemeindeleben miteinander erstreckt sich unter anderem darauf, dies auch bewusst nachzuvollziehen. Man spricht in der Christengemeinschaft vom „Kreis der Sakramente“: Um das zentrale Eucharistiesakrament, die „Menschenweihehandlung“ mit/ohne Predigt scharen sich die sechs anderen Sakramente, die bis auf eines, die „Beichte“ oder „Schicksalsberatung“, von der Idee her nur einmalig in der Biografie vollzogen werden. Die Taufe orientiert den Menschen auf die Beziehung zur „Gemeinde des Christus Jesus“, die überkonfessionell verstanden wird. Die weiteren Sakramente der Christengemeinschaft neben der Menschenweihehandlung sind:
- Taufe
- Konfirmation
- Beichte
- Trauung
- Priesterweihe
- Sterbeölung

Die Sakramente werden vom Priester jeweils in festgeschriebener Weise und in liturgischen Gewändern mit jahreszeitlich zum Teil unterschiedlichen Wortlauten und Farben durchgeführt.